# Plantago alpina
Espèce
Classification phylogénétique
Statut de conservation UICN

 LC  : Préoccupation mineure
Plantago alpina, le plantain des Alpes est une plante herbacée vivace de la famille des Plantaginacées.

## Habitat
Pelouses montagneuses, entre 1 200 à 2 600 mètres d'altitude (en France : Jura, Alpes, Auvergne, Pyrénées).